# 安国市
安国市（あんこく-し）は中華人民共和国河北省保定市に位置する県級市。古くから製薬の盛んな町として知られ、現在でも「薬都」「天下第一薬市」の異名がある。

## 歴史
前漢により設置された安国県を前身とする。南北朝時代の446年（太平真君7年）、北魏により廃止されたが501年（景明2年）に再設置され、北斉が成立すると再び廃止されている。
586年（開皇6年）、隋朝は義豊県として再設置、唐代になると697年（万歳通天2年）に立節県と、705年（神龍元年）に再び義豊県と改称された。北宋が成立すると太平興国初年に蒲陰県と改称、明代には蒲陰県は廃止となり管轄区域は祁州直轄とされた。
1913年（民国2年）の州制廃止に伴い祁県とされたが、翌年に安国県と改称される。1991年に県級市に昇格し安国市と改編され現在に至る。

## 行政区画
- 街道:薬市街道、祁州路街道
- 鎮:伍仁橋鎮、石仏鎮、鄭章鎮、大五女鎮、西仏落鎮、西城鎮
- 郷:明官店郷、南婁底郷、北段村郷